# Ущелье Лимаро
Ущелье Лимаро (итал. Gola del Limarò) — ущелье в итальянской провинции Тренто области Трентино-Альто-Адидже.
Ущелье Лимаро представляет собой узкий извилистый каньон длиной около 6,5 километров и глубиной более, чем 250 метров. Образованный движением вод реки Сарка в течение многих столетий, он ограничивается высокими нависающими "стенами" из серых и красных известняковых пород. Расположено ущелье в местности между коммуной Стенико и долиной Басса Сарка.
Существует туристический маршрут, позволяющий осмотреть ущелье, очертив вокруг него своего рода кольцо.